# Patrick Proisy
Patrick Proisy (ur. 10 września 1949 w Évreux) – tenisista francuski, reprezentant w Pucharze Davisa.

## Kariera tenisowa
Jako zawodowy tenisista Proisy startował w latach 1968–1981. W grze pojedynczej wygrał jeden turniej rangi ATP World Tour. Był również uczestnikiem trzech przegranych finałów, w tym finału w 1972 roku podczas Rolanda Garrosa, w którym przegrał spotkanie o tytuł z Andrésem Gimenem.
W grze podwójnej Francuz był uczestnikiem jednego finału z cyklu ATP World Tour.
W latach 1971–1977 reprezentował Francję w Pucharze Davisa.
W 1970 roku wygrał złoty medal na letniej uniwersjadzie rozgrywanej w Turynie w konkurencji gry pojedynczej.
W rankingu gry pojedynczej Proisy najwyżej był na 23. miejscu (23 sierpnia 1973).

### Finały w turniejach ATP World Tour
| Nazwa                |
| -------------------- |
| Wielki Szlem         |
| Igrzyska olimpijskie |
| Masters Grand Prix   |
| ATP World Tour       |

#### Gra pojedyncza (1–3)
| Końcowy wynik | Nr | Data | Turniej            | Nawierzchnia | Przeciwnik       | Wynik finału             |
| ------------- | -- | ---- | ------------------ | ------------ | ---------------- | ------------------------ |
| Finalista     | 1. | 1972 | French Open, Paryż | Ceglana      | Andrés Gimeno    | 6:4, 3:6, 1:6, 1:6       |
| Finalista     | 2. | 1975 | Bournemouth        | Ceglana      | Manuel Orantes   | 3:6, 6:4, 2:6, 5:7       |
| Finalista     | 3. | 1976 | Florencja          | Ceglana      | Paolo Bertolucci | 7:6, 6:2, 3:6, 2:6, 8:10 |
| Zwycięzca     | 1. | 1977 | Hilversum          | Ceglana      | Lito Álvarez     | 6:0, 6:2, 6:0            |

#### Gra podwójna (0–1)
| Końcowy wynik | Nr | Data | Turniej     | Nawierzchnia | Partner       | Przeciwnicy                   | Wynik finału  |
| ------------- | -- | ---- | ----------- | ------------ | ------------- | ----------------------------- | ------------- |
| Finalista     | 1. | 1973 | Monte Carlo | Ceglana      | Georges Goven | Juan Gisbert Sr. Ilie Năstase | 2:6, 2:6, 2:6 |